# Reginald Sprigg
Pour les articles homonymes, voir Sprigg.
Reginald Claude Sprigg, Reg Sprigg, (1er mars 1919, Péninsule de Yorke - 2 décembre 1994) est un géologue, paléontologue et défenseur de l'environnement australien. Il est connu pour avoir découvert en 1946 dans les collines Ediacara, en Australie-Méridionale, des spécimens de la faune de l'Édiacarien, assemblage fossile d'animaux vivants lors du Précambrien,.

## Honneurs
Un genre des représentants de la faune de d'Édiacarien, Spriggina, est dédié à Reg Sprigg, ainsi qu'un chordé de la faune de Burgess, Metaspriggina.
L'astéroïde 5380 Sprigg a été nommé en son honneur.